# Sítios Tusi
Os sítios Tusi são situados em áreas montanhosas do sudeste da China e classificados pela UNESCO em 2015 como Património Mundial. Os três sítios englobados nesta classificação são as ruínas do castelo de Hailongtun, na província de Guizhou, a cidade de Tangya Tusi, na província de Hubei, e a antiga cidade de Yongshun Tusi, na província de Hunan. Todos eles dão testemunho do singular sistema de dinastias locais que governou as minorias étnicas nesta região da China até ao início do século XX. Os Tusis eram os chefes locais apontados pelo governo imperial.  Os sítios de Laosicheng, Tangya e a fortaleza de Hailongtun que compõem o conjunto classificado dão testemunho excecional desta forma de governo, que tem bases nos períodos Yuan e Ming.

## Locais classificados
| UNESCO N.º | Nome                                        | Local                                | Coordenadas                   | Área                                                |
| ---------- | ------------------------------------------- | ------------------------------------ | ----------------------------- | --------------------------------------------------- |
| 1474-001   | Sítio do domínio Laosicheng Tusi 老司城遗址 | Condado de Yongshun, Hunan           | 28° 59′ 55″ N, 109° 58′ 01″ L | Propriedade: 534.24 Ha Zona de proteção: 1023.93 Ha |
| 1474-002   | Sítio do domínio Tangya Tusi 唐崖土司城址   | Condado de Xianfeng, Hubei           | 29° 41′ 26″ N, 109° 00′ 19″ L | Propriedade: 86.62 Ha Zona de proteção: 973.61 Ha   |
| 1474-003   | Sítio da fortaleza Hailongtun Tusi 海龙屯   | Distrito de Huichuan, Zunyi, Guizhou | 27° 48′ 42″ N, 106° 49′ 01″ L | Propriedade: 160.42 Ha Zona de proteção: 1127.79 Ha |